# Алюмотол
Алюмото́л — гранулированное водоустойчивое промышленное взрывчатое вещество (ВВ), состоящее из смеси тринитротолуола с алюминиевым порошком.

## Состав и обозначения
Алюмотол представляет собой гранулированную смесь тротила и алюминиевого порошка. Смесь получают смешением в расплаве. Содержание тротила 85 ± 3 %, алюминиевого порошка 15 ± 3 %. В СССР и в России выпускается в соответствии с ГОСТ 12696-77
Содержание воды не более 1,5 %, содержание нерастворимых примесей не более 0,5 %.

## Физические и химические свойства
Цвет серый. Насыпная плотность около 1,0 г/см³.
Гранулы сферические, обычный размер гранул 2-4 мм, допускается до 15 % гранул менее 2 мм и до 10 % больше 4 мм.
Обладают низкой слёживаемостью, хорошей сыпучестью в сухом и мокром состоянии, практически не пылят при заряжании. Во влажном состоянии не электризуются. Гранулы хорошо тонут и распределяются в воде, что обеспечивает стабильность заряжания в обводнённых условиях. Негигроскопичны, морозоустойчивы. При повышенном содержании влаги могут смерзаться на морозе.
Поскольку практически все частицы алюминия находятся в тротиловой оболочке, основные химические свойства алюмотола определяются свойствами тротила. В сухом виде химически устойчив, в кислой среде устойчивость снижается незначительно, а в щелочной — заметное снижение. В щелочной среде гранулы и раствор окрашиваются в тёмно-красный цвет. Под воздействием ультрафиолетового излучения гранулы буреют.

## Взрывчатые свойства
| Характеристика                               | Алюмотол сухой | Алюмотол водонаполненный |
| -------------------------------------------- | -------------- | ------------------------ |
| Кислородный баланс, %                        | 76,25          | ?                        |
| Теплота взрыва, ккал/кг                      | 1260           | 1340                     |
| Объём газов, л/кг                            | 675            | 815                      |
| Тротиловый эквивалент                        | 1,24           | 1,35                     |
| Бризантность в стальном кольце, мм           | 28—30          | более 34                 |
| Скорость детонации в бумажной оболочке, км/с | 4,0—4,2        | 4,8—5,0                  |
| Скорость детонации в стальной оболочке, км/с | 4,8—5,0        | 5,5—6,0                  |
| Критический диаметр в бумажной оболочке, мм  | 70—80          | 25—30                    |
| Критический диаметр в стальной оболочке, мм  | 10—20          | 5—10                     |

### Эффективность
Алюмотол рекомендовано применять только в обводнённых скважинах, потому что эффективность в сухом виде значительно ниже, а выделение токсичных продуктов взрыва велико.
Насыщение воды аммиачной селитрой позволяет повысить плотность заряжания до 1,35—1,4 г/см³, а эффективность на 25—30 %.

### Чувствительность
В насыпном состоянии чувствительность к капсюлю-детонатору недостаточна, в водонаполненном состоянии ещё меньше. Чувствительность измельчённого алюмотола к удару 24—48 %. Минимальная масса промежуточного тротилового детонатора (бустера) 5—10 г для сухого алюмотола и 25—30 г для водонаполненного.

## Производство
В СССР производился в значительных количествах. В США не применяется из-за токсичности продуктов взрыва.
По состоянию на 2006 год, алюмотол входит в «Перечень взрывчатых материалов, оборудования и приборов взрывного дела, допущенных к применению в Российской Федерации», утверждённый Гостехнадзором РФ, однако действующие производители не указаны.